# Christiane Desroches Noblecourt
Christiane Desroches Noblecourt (Párizs, 1913. november 17. – Sézanne, 2011. június 23.) francia egyiptológus. Számos könyvet írt ókori egyiptomi művészetről és történelemről. Fontos szerepet játszott az asszuáni gát építésekor mentésre szoruló núbiai templomok védelmében.

## Élete
Christiane Desroches néven született Párizsban. 1922-ben támadt fel érdeklődése az egyiptológia iránt, amikor Howard Carter feltárta Tutanhamon sírját. Étienne Drioton egyiptológus bátorította, hogy jelentkezzen a Louvre egyiptomi régiségek osztályához. Desroches volt az Institut Français d’Archéologie Orientale (IFAO) első női tagja, és 1938-ban ő volt az első nő, aki régészeti ásatást vezetett.
A második világháború idején csatlakozott az Ellenálláshoz, és Franciaország megszállástól mentes területein rejtette el a Louvre egyiptomi műkincseit.
2011-ben hunyt el, kilencvenhét évesen.

## A núbiai leletmentés
Az asszuáni gát építésekor kialakuló Nasszer-tó több ókori épületet elárasztott volna, ezért az építkezés során ezeket nemzetközi összefogással áthelyezték. Noblecourt ekkor a Louvre egyiptomi részlegének kurátora volt, az UNESCO őt kérte fel, hogy készítsen jegyzéket a veszélyeztetett műemlékekről; ezután kezdhették felkutatni az áthelyezéshez szükséges anyagi forrásokat.
1960. március 8-án Christiane Desroches Noblecourt és az egyiptomi kulturális miniszter, Szerwat Okasa nemzetközi segítségért folyamodtak. Nemcsak a tizennégy templomot kellett áthelyezni, de sürgős ásatásokra is szükség volt azokon a helyeken, amik nem sokkal később több méter víz alá kerültek.
André Malraux, a francia kulturális miniszter is támogatta a kezdeményezést. „Az a hang, amely a napjainkban fenyegetett hatalmas műemlékeket létrehozta, olyan emelkedett hangon szól hozzánk, mint Chartres építészeié vagy Rembrandté… Kérésük történelmi jelentőségű, nemcsak mert a núbiai templomok megmentésére irányul, hanem azért is, mert ezen keresztül az első globális civilizáció nyilvánítja oszthatatlan örökségének a világ művészetét. Csak egyvalami van, ami fölött a csillagok közömbösségének és a folyók örökké tartó csobogásának nincs hatalma – az, ahogyan az ember visszaragad valamit a pusztulástól.”
A hidegháború közepén ötven ország adta össze a pénzt, hogy megmentse a műemlékeket, melyeket ma az egész emberiség örökségének tartanak. Philae, Kalabsa, Dendur és más templomok is új helyet kaptak, a legtöbb médiafigyelmet azonban az Abu Szimbel-i templomok kapták. Az amadai templom különösen nehéz esetnek bizonyult kicsi, gyönyörűen festett reliefjei miatt, melyeket nem sikerült volna a feldarabolás után újra összeállítani, ahogy a többi templomoknál, csak a festett részek elpusztulása árán. Mikor látta, hogy mindenki más belenyugodott, hogy a templomot el fogja lepni a Nasszer-tó vize, Desroches Noblecourt bejelentette, hogy Franciaország meg fogja menteni. Két építészt kért fel, hogy találjon módot arra, hogy a templomot egy darabban arrébb helyezzék. Az építészek azt tervezték, hogy a sínekre emelt templomot hidraulikusan emelik pár kilométerrel arrébb, egy több mint 60 méterrel magasabb helyre. Ehhez még több pénzre volt szükség, és Desroches Noblecourt felkereste Charles de Gaulle-t, aki addig nem is tudta, mekkora ígéretet tettek az országa nevében. Mikor meghallotta, ezt kérdezte: „Asszonyom, hogy merte a kormány engedélye nélkül azt mondani, hogy Franciaország meg fogja menteni a templomot?” Az egyiptológus ezt felelte: „Tábornok, hogy mert Pétain engedélye nélkül bejelentést tenni a rádióban?” De Gaulle ekkor beleegyezett, hogy támogatja a tervet. A terv végrehajtása végül húsz évbe telt.
A núbiai műemlékek megmentésének volt köszönhető az 1956-os szuezi válság után megromlott francia–egyiptomi viszonyok rohamos javulása, ami a Louvre 1967-es Tutanhamon-kiállításához vezetett. A kiállítás rekordmennyiségű látogatót vonzott. Ezt 1976-ban II. Ramszesz, 1993-ban III. Amenhotep témájú kiállítás követte a múzeumban. A núbiai templomok megmentéséért Anvar Szadat egyiptomi elnök kormánya a Louvre-nak adományozta Ehnaton egyik mellszobrát.

## Díjak
1975-ben a Centre national de la recherche scientifique (CNRS) aranymedáljával tüntették ki. 2008 januárjában a Becsületrend nagykeresztjét kapta meg, a legmagasabb rangú francia kitüntetést.

## Publikációk
- Tell-Edfou 1939. Fouilles franco-polonaises, III, IFAO, Le Caire, 1950 (K. Michalowskival)
- L'art égyptien, éd. PUF, 1962
- Toutânkhamon, vie et mort d'un pharaon, 1963 – magyarul megjelent Tutanhamon: Egy fáraó élete és halála címen Kákosy László fordításában
- Peintures des tombeaux et des temples égyptiens, Le Grand art en livre de poche, Flammarion, Paris, 1962
- Vie et mort d'un pharaon, Toutankhamon, Hachette, Paris, 1963 et réédition 1976
- Toutankhamon et son temps, Petit Palais, Paris, Réunion des Musées Nationaux, Paris, 1967
- Le petit temple d'Abou Simbel, 2 vol., Le Caire, 1968 (C. Kuentzzel)
- Le temps des pyramides, L'univers des formes, Gallimard, Paris, 1978 (C. Aldreddel, J-P. Lauerrel, J. Leclant-nal és J. Vercoutter-vel)
- L'empire des conquérants, L'univers des formes, Gallimard, Paris, 1979 (C. Aldreddel, P. Barguet-vel, J. Leclant-nal és H. W. Müllerrel)
- L'Égypte du crépuscule, L'univers des formes, Gallimard, Paris, 1980 (C. Aldreddel, F. Damuas-val, J. Leclant-nal)
- Un siècle de fouilles françaises en Égypte 1880-1980, IFAO, Le Caire, 1981 (J. Vercoutter-vel)
- La momie de Ramsès II, Museum national d'histoire naturelle, Paris, 1985 (L. Balout-val és C. Roubet-vel)
- Le grand Pharaon Ramsès II et son Temps, Palais de la Civilisation Montréal, Montréal, 1985
- Les zélateurs de Mandoulis et les maîtres de Ballana et de Qustul, Mélanges Gamal Eddin Mokhtar, IFAO, Le Caire, 1985
- La femme au temps des pharaons, éd. Stock, 1986 et 2001
- La grande Nubiade ou le parcours d'une égyptologue, éd. Stock, 1992, (ISBN 2-7242-7128-9)
- A propos de la nouvelle tombe de la Vallée des Rois, n°314, pp.4-6, Archéologia, Paris, 1995;
- Amours et fureurs de la lointaine, éd. Stock, 1995
- Ramsès II, la véritable histoire, éd. Pygmalion, 1997, (ISBN 2-7441-0425-6)
- Toutânkhamon, éd. Pygmalion, 1999
- Le secret des temples de la Nubie, éd. Stock, 1999
- La reine mystérieuse, éd. Pygmalion, 2002, (ISBN 2702870783)
- Sous le regard des dieux, éd. Albin Michel, 2003
- Symboles de l'Égypte, éd. Desclée de Brouwer, 2004
- Le fabuleux héritage de l'Égypte, Télémaque, 2004
- Le secret des découvertes, Télémaque, 2006

## Magyarul megjelent művei
- Tutanhamon. Egy fáraó élete és halála; angolból ford. Kákosy László, jegyz. E. Sukry, fotó F. L. Kenett; Corvina, Bp., 1966
- Tutanhamon. Egy fáraó élete és halála; előszó Szerwat Okasa, fotó F. L. Kennett, ford. Kákosy László; Corvina, Bp., 1985